# Jean Genet
Jean Genet (IPA: /ʒɑ̃ ʒəˈnɛ/; ur. 19 grudnia 1910 w Paryżu, zm. 15 kwietnia 1986 tamże) – francuski pisarz i dramaturg.

## Życiorys
Był porzuconym przez matkę, która była prostytutką, sierotą, wychowankiem rodzin zastępczych, z których uciekał i popełniał typowe dla młodocianych zbiegów wykroczenia, które w wieku piętnastu lat zaprowadziły go do domu poprawczego. Jako osiemnastolatek zaciągnął się do armii, z której został oddelegowany w 1936 za homoseksualizm i opuścił Francję. Przemierzył wtedy Europę z fałszywymi dokumentami utrzymując się z prostytucji i drobnych kradzieży, co skutkowało częstymi zatrzymaniami przez policję. Jego droga wiodła przez Polskę, gdzie przebywał w więzieniu w Katowicach i jak uważa część badaczy również w warszawskim więzieniu na Starym Mokotowie przy ulicy Rakowieckiej 37. Po powrocie do kraju został skazany i osadzony w więzieniu za dezercję, posługiwanie się fałszywymi dokumentami i kradzieże.
Pisanie rozpoczął w podparyskim więzieniu we Fresnes, a w 1942 wydał na koszt własny poemat: Le Condamné à mort (Skazany na śmierć), Notre-Dame-des-Fleurs (Matka Boska Kwietna), w następnym roku – Le Miracle de la rose (Cud róży). Groził mu wyrok dożywotniego więzienia, gdy nastąpiła interwencja Jeana Cocteau i Jean-Paula Sartre’a w sądzie. Jean Genet został zwolniony z odbywania kary w 1944, a ułaskawienie uzyskał w 1949.
W latach 1945–1948 powstały trzy powieści: Pompes funèbres (Ceremonie żałobne), Querelle de Brest (Querelle z Brestu) i  Journal du voleur (Dziennik złodzieja), zbiór poezji, balet oraz trzy sztuki teatralne: Haute Surveillance (Ścisły nadzór), les Bonnes (Pokojówki) i  Spendid’s.
W 1966 napisał sztukę pt. Parawany (fr. Paravents) i opublikował Lettres à Roger Blin (Listy do Rogera Blina), przeżył jednak kryzys i posunął się do próby samobójczej. W następnym roku wybrał się w długą podróż na Daleki Wschód, poznał obozy Palestyńczyków; trzy lata później wyjechał do Stanów Zjednoczonych, gdzie przebywał wśród Czarnych Panter. Oba te doświadczenia zaowocowały po piętnastu latach publikacją Un captif amoureux (Zakochany jeniec). We wrześniu 1982 przypadkowo przebywał w Bejrucie, gdy miała miejsce masakra obozów palestyńskich w Sabrze i Szatili – po powrocie napisał ważny tekst polityczny: Quatre heures à Chatila (Cztery godziny w Szatili).
W 1979 zachorował na raka gardła, co w 1986 stało się przyczyną jego śmierci. Jego grób znajduje się na hiszpańskim katolickim cmentarzu w Larache w Maroku.

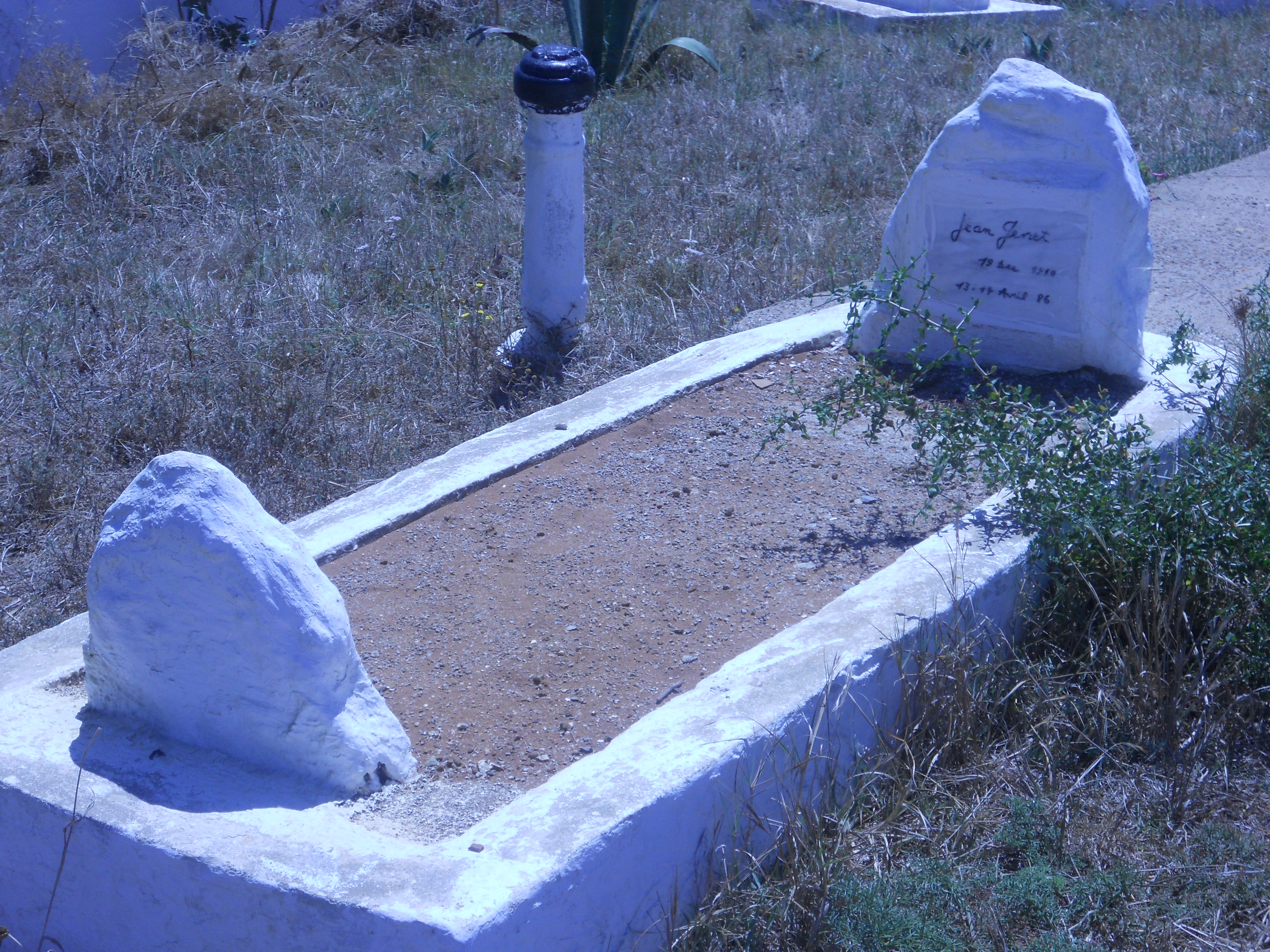
Grób Geneta

## Charakterystyka twórczości
Jego twórczość dotyczyła wykluczenia ze społeczeństwa, problemu wyobcowania i braku porozumienia. W warstwie narracyjnej odnajduje się opisy m.in. służby domowej, prostytutek, wyrzutków społecznych, złodziei. Geneta-pisarza i Geneta polityka-moralistę interesowały zagadnienia emigrantów materialnych (kwestia obozów uchodźczych Palestyńczyków) i emigrantów we własnym kraju (homoseksualiści, Czarne Pantery w USA). Niektórzy krytycy literaccy uważają, że nie powodowały nim zainteresowania społeczne, lecz potrzeba wyrażenia wściekłości, uczucia poniżenia i odrzucenia. W opublikowanej w 1997 monografii Le dernier Genet (Ostatni Genet) Hadrien Laroche porównuje go do obu: współczesnego mu filozofa Michel Foucaulta i myśliciela Reformacji Erazma z Rotterdamu.
Jest pisarzem wzbudzającym silne emocje, uważanym jednocześnie za burzyciela i moralistę.